# Abbott Lawrence Lowell
Pour les articles homonymes, voir Lowell.
Abbott Lawrence Lowell (1856-1943) est un juriste, professeur de science politique et président de l'université Harvard (1909-1933).

## Formation
Il est né dans une famille fortunée qui a longtemps joué un rôle important à Boston (Boston Brahmin). Après des études secondaires qui l'ont conduit notamment à Paris, il a été étudiant à l'université Harvard où il a été successivement diplômé en mathématiques (1877) et en droit (1880).

## Vie professionnelle
Il a été juriste à Boston pendant dix-sept ans avant de devenir maître de conférences en 1897 puis professeur d’« Existing Political Systems » (1900) et enfin président (1909-1933) de l’université Harvard. Durant sa présidence, cette université a connu une très grande expansion, passant de 3 800 à 8 000 étudiants. Durant la Première Guerre mondiale, il fut membre de la « League to Enforce Peace » et soutint la proposition du président Woodrow Wilson de Société des Nations. Son rôle à Harvard et Boston dans les années 1920 est sur certains points contesté.
Avec Graham Wallas de la London School of Economics, il a contribué à orienter la science politique américaine vers l'étude des faits et des réalités. Son approche de l'opinion publique a été influencée par le « regretté » Gabriel Tarde.
Abbott Lawrence Lowell  était également membre de l'International Institute of Public Law. À ce titre, il était en contact avec des juristes français tels que Gaston Jèze, Léon Duguit et d'autres. Il a en particulier participé au colloque de cet institut en octobre 1928 à Paris où sa communication était intitulée : La crise des gouvernements représentatifs et parlementaires dans les démocraties modernes.

## Œuvres
- Essays on Government (1889),
- Governments and Partis in Continental Europe (1896),
- Colonial Civil Service (1900),
- The Government of England (1908)
- Democracy and a Permanent Civil Service (1909),
- L’opinion publique et le gouvernement populaire, traduction réalisée en 1924 par Albertine Jèze d’un ouvrage paru en 1913,
- La crise des gouvernements représentatifs et parlementaires dans les démocraties modernes, Marcel Giard 1928.